# Юлиан Шийбер
Юлиан Шийбер (на немски: Julian Schieber) е немски футболист, играе като нападател и се състезава за германския Борусия Дортмунд.

## Кариера

### Щутгарт
Дебютът си за Щутгарт Шийбер прави на 6 декември 2008 г. срещу Енерги Котбус. На 21 януари 2009 г. удължава договора си с клуба до лятото на 2011 г.
През февруари 2009 г. Шийбер изиграва първия си мач в евротурнирите срещу Зенит (Санкт Петербург). На 15 август 2009 г. вкарва и първия си гол за клуба в дербито на областта Баден-Вюртемберг срещу Фрайбург. На 26 септември 2009 г. отбелязва два гола във вратата на Айнтрахт (Франкфурт) при победата като гост с 3-0.
През юли 2010 г. е даден под наем в отбора на Нюрнберг, за който изиграва 29 мача и отбелязва 7 гола.

### Борусия Дортмунд
През лятото на 2012 г. преминава в настоящия шампион на Германия Борусия Дортмунд.

## Национален отбор
Шийбер е представлявал страната си на ниво до 21 години. Дебютът си за Германия до 21 години прави на 4 септември 2009 г. срещу Сан Марино, вкарвайки два гола в срещата.